# NGC 4538
NGC 4538 est une galaxie spirale située dans la constellation de la constellation de la Vierge à une distance d'environ 80,3 ± 5,6 Mpc (∼262 millions d'al). NGC 4538 a été découverte par l'astronome allemand Albert Marth en 1865.
En dépit de sa désignation VCC 1576 (Virgo Cluster Catalog), 4538 n'est pas située dans l'amas de la Vierge, car elle en est trop éloignée.

## Caractéristiques
NGC 4538 présente une large raie HI.

### Distance
Sa vitesse par rapport au fond diffus cosmologique est de 5 441 ± 24 km/s, ce qui correspond à une distance de Hubble de 80,3 ± 5,6 Mpc (∼262 millions d'al).

## Amas de la Vierge
La désignation VCC 1576 indique que NGC 4538 fait partie de l'amas de la Vierge. Il s'agit d'une erreur, car les galaxies les plus lointaines de cet amas sont celles du groupe de NGC 4235, qui sont à une distance moyenne de 110 millions d'années-lumière.